# ميلاني ستانسبري
ميلاني ستانسبري (مواليد 31 يناير 1979) هي سياسية أمريكية من الحزب الديمقراطي وهي حالياً عضو في مجلس النواب الأمريكي منذ عام 2021.